# Bulbophyllum cogniauxianum
Bulbophyllum cogniauxianum là một loài phong lan thuộc chi Bulbophyllum.